# Yuichi Yoda
Yuichi Yoda (født 25. juni 1977) er en tidligere japansk fodboldspiller.
Han har spillet for flere forskellige klubber i sin karriere, herunder Vissel Kobe og JEF United Chiba.